# Chrysotaenia argyrodines
Chrysotaenia argyrodines là một loài bướm đêm trong họ Geometridae.